# Антолич, Владо
Владо Антолич (хорв. Vlado Antolić; 4 июня 1903, Дежановац, Беловарско-Билогорская жупания — 13 мая 1981, Загреб) — хорватский и югославский архитектор и урбанист. Активный сторонник функционализма в архитектуре и автор проектов нескольких десятков зданий по всей Югославии.
В 1950-х годах в качестве советника ООН по урбанистике, Владо Антолич поспособствовал восстановлению и развитию многих городов Юго-Восточной Азии.

## Биография
Владо Антолич родился в 1903 году в центральной части Хорватии. В возрасте девятнадцати лет он окончил среднюю школу в Бьеловаре, после чего поступил в Венский технический университет, который окончил в 1927 году, получив диплом архитектора и приобретя на лекциях Карла Генриха Бруннера начальные знания в области урбанистики. В 1929 году Антолич вернулся в Хорватию и в её столице устроился на работу дизайнером в архитектурное бюро Фройденрайха и Дойча. Спустя два года он покинул бюро и занял должность архитектора в градостроительном отделе Загребского строительного управления. Свободное от работы время Антолич проводил в группе молодых архитекторов, выступавших за увеличение роли функционализма в архитектуре, среди которых были Йосип Сейссел, Стьепан Хрибар и Антун Ульрих. Свои идеи относительно современных архитектурных веяний Антолич высказывал на страницах хорватских журналов вроде «Arhitektura», «Kultura», «Tehnički list» и «Urbanizam i arhitektura». В 1932 году Антолич вступил в ряды Международного конгресса современной архитектуры (CIAM), став вторым членом конгресса из Югославии после Эрнеста Вайссмана. За время пребывания в рядах CIAM, Владо Антолич только укрепился в своих позициях относительно необходимости всё большего внедрения функционализма и других более современных течений в архитектуру, за чем последовала его активная работа над составлением градостроительного манифеста, под названием «Афинская хартия», в котором члены CIAM призвали к пересмотру устоявшегося подходу к планированию и застройки крупных городов.
Продолжая работать в Загребском строительном управлении, Антолич в 1930-е годы создал проекты нескольких зданий для хорватской столицы, в числе которых были здания: сельскохозяйственно-лесного факультета Загребского университета, подстанции скорой помощи на Хирчевой улице, школы гимнастики и школы гражданской обороны. Также в период с 1932 по 1936 год Антолич с помощью своих старых знакомых: Сейссела, Хрибара и Ульриха, разработал новый план города Загреб, который включал в себя новый микрорайон под названием «Цвьетно населье», воплощающий собой, с точки зрения функционализма, типовой проект застройки жилого массива. В 1946 году Антолич создал Хорватский урбанистический институт, в качестве руководителя которого он создал градостроительные нормативные акты для нескольких городов Хорватии и Македонии. С 1948 по 1953 год он разработал новый план Загреба, предусматривавший расширение города на юг. Предыдущий городской план Антолича был принят тепло и даже в некоторой степени была реализована его задумка по строительству нового района «Цвьетно населье», однако его новый градостроительный план был городскими властями отвергнут «по техническим причинам».
В 1953 году Антолич был привлечён в качестве эксперта по урбанистике в один из отделов ООН, занимавшийся восстановлением разрушенных в ходе Второй мировой войны городов в странах Юго-Восточной Азии. Для осуществления деятельности по восстановлению и развитию разрушенных городов, Владо Антолич сперва отправился в Бирму, где в 1958 году он представил местным властям генеральный план города Янгон и некоторые наработки, относительно развития десятка других бирманских городов. Следующей страной, куда был отправлен Антолич, стала Малайзия, где на протяжении трёх последующих лет он создавал планы развития городов, расположенных в долине Кланг и генеральный план малазийской столицы Куала-Лумпура. Вслед за Малайзией последовала четырёхлетняя работа в Индонезии, где Антолич также работал советником по урбанистике. На родину Антолич вернулся только в 1965 году, где продолжил заниматься архитектурой и урбанизмом. В 1975 году ему была вручена премия Владимира Назора.